# Двоволосник маленький
Двоволосник маленький (Ditrichum pusillum) — вид мохів порядку дикранальних (Dicranales).

## Поширення
Батьківщиною є Європа, Північна Америка, Азія.
Населяє оголену, порушену вільну від кальцію глину, піщані чи гравійні береги ґрунту, порушені середовища проживання, особливо вздовж доріг і стежок, а іноді в ущелинах скель.

## Характеристика
Рослини невеликі, до ≈ 1 см, утворюючи тьмяно-зелені пучки. Стебла 0.4–1.2 см, прості. Листки до 3.5 мм, прямовисні, слабко вирізані, від ланцетних до лінійно-ланцетних, поступово загострені, пластинка 1-шарувата, за винятком країв; краї двошарові, цілі або зубчасті біля верхівки, нерівномірно потовщені та загнуті принаймні в дистальній половині. Вид дводомний. Коробочкові ніжки з віком стають червонуватими, до 1.5 см, прямовисні. Коробочка прямовисна, від темно-коричневої до червонувато-коричневої, від яйцеподібної до циліндричної, симетрична, 1–2 мм, гладка до ± борозниста у сухому стані. Спори 11–20 мкм, на вигляд ± гладкі. Коробочки дозрівають від весни до літа (квітень — червень).